# Лагард (Верхняя Гаронна)
Лага́рд (фр. Lagarde, окс. La Garda de Lauragués) — коммуна во Франции, находится в регионе Юг — Пиренеи. Департамент — Верхняя Гаронна. Входит в состав кантона Вильфранш-де-Лораге. Округ коммуны — Тулуза.
Код INSEE коммуны — 31262.

## География

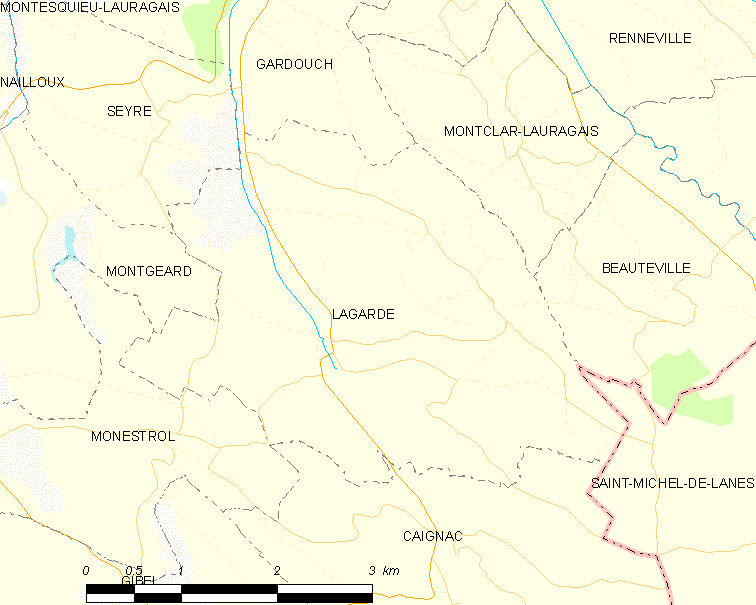
Карта коммуны

Коммуна расположена приблизительно в 620 км к югу от Парижа, в 36 км к юго-востоку от Тулузы.
По территории коммуны протекает река Гардижоль.

## Климат
Климат умеренно-океанический. Зима мягкая и снежная, весна характеризуется сильными дождями и грозами, лето сухое и жаркое, осень солнечная. Преобладают сильные юго-восточные и северо-западные ветры.

## Население
Население коммуны на 2010 год составляло 328 человек.
| 1962 | 1968 | 1975 | 1982 | 1990 | 1999 | 2010 |
| ---- | ---- | ---- | ---- | ---- | ---- | ---- |
| 256  | 243  | 195  | 176  | 194  | 239  | 328  |

## Администрация
| Период | Период | Фамилия             | Партия       | Примечания |
| ------ | ------ | ------------------- | ------------ | ---------- |
| 1989   | 2014   | Эрик Марти          | беспартийный |            |
| 2014   | 2020   | Марьель Перо-Фурнье | беспартийный |            |

## Экономика
В 2010 году среди 212 человек трудоспособного возраста (15—64 лет) 166 были экономически активными, 46 — неактивными (показатель активности — 78,3 %, в 1999 году было 71,7 %). Из 166 активных жителей работали 152 человека (84 мужчины и 68 женщин), безработных было 14 (6 мужчин и 8 женщин). Среди 46 неактивных 17 человек были учениками или студентами, 17 — пенсионерами, 12 были неактивными по другим причинам.